# Боков, Николай Степанович
Николай Степанович Боков (16 сентября 1927, село Знаменка, Воронежская губерния — 19 января 2009, Масловка, Воронеж) — передовик сельскохозяйственного производства, бригадир трактористов колхоза «Победа». Герой Социалистического Труда (1973).

## Биография
Родился 16 сентября 1927 года в крестьянской семье в селе Знаменка Усманского уезда Воронежской губернии (сегодня — Эртильский район Воронежской области).
Окончил неполную среднюю школу. С 1942 года работал скотником в колхозе «Победа» Щученского (Эртильского) района. После окончания в 1949 году курсов трактористов — механизатор, тракторист-машинист.
В 1965 году за высокие трудовые показатели награждён орденом Ленина.
В 1966 году назначен бригадиром тракторной бригады. В 1973 году бригада Николая Бокова собрала с каждого гектара в среднем по 44 центнера зерна, 386 центнеров сахарной свеклы и 24 центнера подсолнечника. За эти выдающиеся достижения был удостоен звания Героя Социалистического Труда.
В 1984 году вышел на пенсию. Работал в колхозе до 1988 года.
В последние годы жизни проживал в посёлке Масловка, Воронеж. Скончался 19 января 2009 года. Похоронен на сельском кладбище села Ново-Георгиевка Эртильского района.

## Награды
- Герой Социалистического Труда — Указ Президиума Верховного Совета СССР от 11 декабря 1973 года
- Орден Ленина — дважды (1965, 1973).